# Conservatoire du littoral

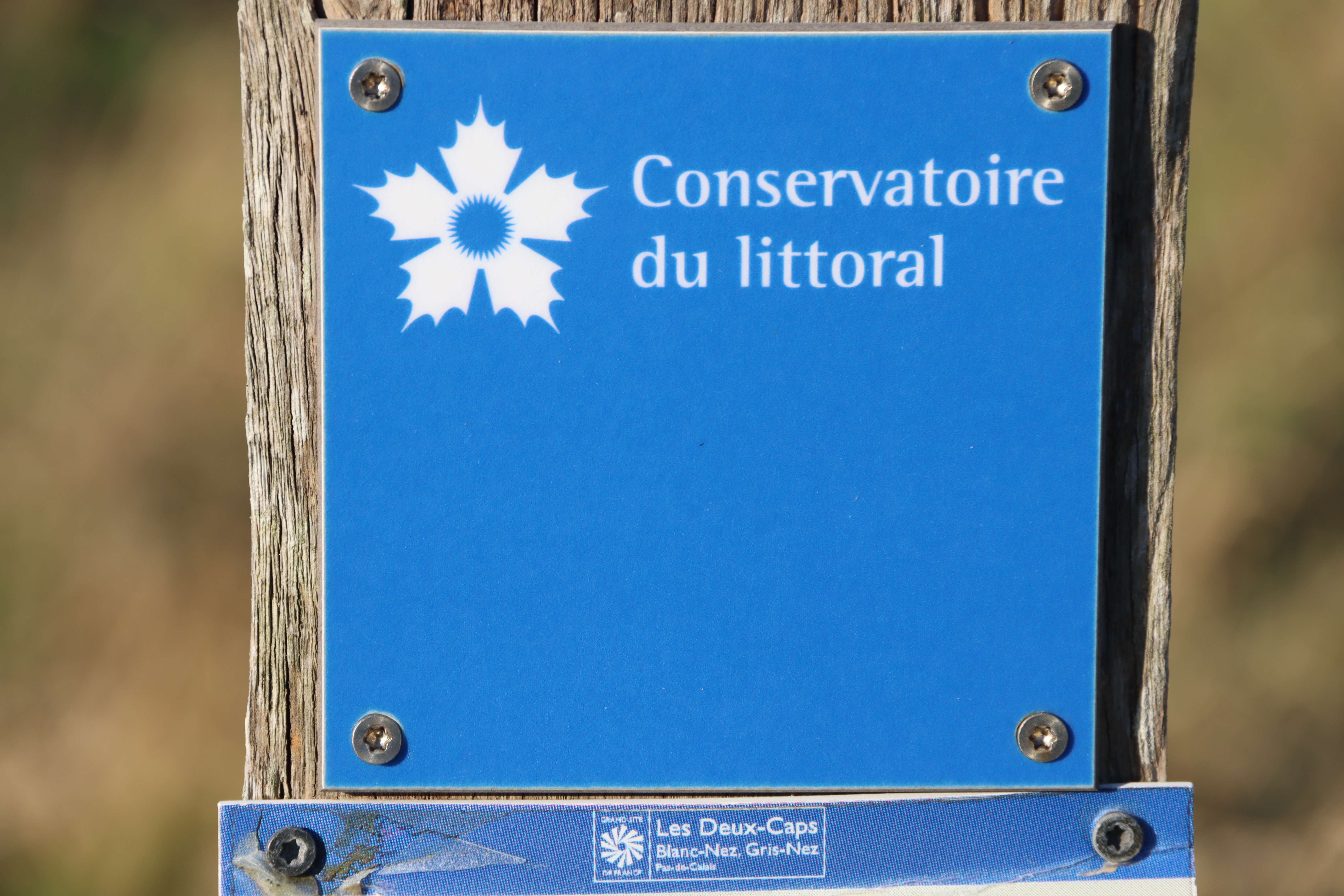

Het Conservatoire du littoral (officieel en voluit:  Conservatoire de l'espace littoral et des rivages lacustres (CELRL)) is een Franse overheidsdienst voor natuurbescherming aan de Franse kust. De dienst werd opgericht in 1975 en beheert 200 000 hectare natuurgebied langs ongeveer 1600 kilometer Franse kust (meer dan 750 gebieden).